# Ferulago scabra
Ferulago scabra är en flockblommig växtart som beskrevs av Edward Fenzl. Ferulago scabra ingår i släktet Ferulago och familjen flockblommiga växter. Inga underarter finns listade i Catalogue of Life.